# Antonio Nájera
Antonio Nájera (* 10. April 1998 in Mexiko-Stadt) ist ein mexikanischer Eishockeyspieler, der seit 2019 bei den Utah Utes, der Mannschaft der University of Utah, in der American Collegiate Hockey Association spielt.

## Karriere
Antonio Nájera begann seine Karriere als Eishockeyspieler bei den Lerma Estado Ice Sharks. Von 2014 bis 2016 wurde er in der Banff Hockey Academy in Kanada ausgebildet. Von 2016 bis 2019 spielte er für die Steel County Blades aus Owatonna in der United States Premier Hockey League. Seit Aufnahme eines Studiums an der University of Utah 2019 spielt er für deren Universitätsmannschaft Utah Utes in der American Collegiate Hockey Association.

### International
Im Juniorenbereich stand Nájera für die mexikanische U18-Auswahl bei den U18-Weltmeisterschaften 2014, 2015, als er zum besten Spieler seiner Mannschaft gewählt wurde, und 2016 in der Division III sowie mit der U20-Auswahl bei den Weltmeisterschaften der Division III 2015 und 2016 und der Division II 2017 und 2018, als er erneut als bester Spieler seiner Mannschaft ausgezeichnet wurde, auf dem Eis.
Sein Debüt in der Herren-Nationalmannschaft gab Nájera als 17-Jähriger im November 2015 bei der Vorqualifikation für die Olympischen Winterspiele in Pyeongchang 2018. Später nahm er an den Weltmeisterschaften der Division II 2017, 2018, 2019 und 2022 teil. Zudem vertrat er seine Farben bei den pan-amerikanischen Eishockeyturnieren 2015 und 2017. Dabei konnte er mit den Mexikanern 2017 das Turnier gewinnen und 2015 Platz zwei hinter Kolumbien belegen.

## Erfolge und Auszeichnungen
- 2016 Aufstieg in die Division II, Gruppe B, bei der U20-Weltmeisterschaft der Division III
- 2017 Gewinn des pan-amerikanischen Eishockeyturniers